# 凯布里亚克
凯布里亚克（法語：Québriac，法語發音：[kebʁijak]）是法国伊勒-维莱讷省的一个市镇，位于该省西北部，属于雷恩区。

## 地理
凯布里亚克（48°20'41"N, 1°49'36"W）面积20.72 平方千米，位于法国布列塔尼大區伊勒-维莱讷省，该省份为法国西北部沿海省份，位于布列塔尼半岛东部，北濒大西洋，西接阿摩尔滨海省和莫尔比昂省，南至大西洋卢瓦尔省，西南端接曼恩-卢瓦尔省，东临马耶讷省，东北与芒什省接壤。
与凯布里亚克接壤的市镇（或旧市镇、城区）包括：坦泰尼亚克、拉沙佩勒奥菲尔特兹梅昂、孔堡、丹热、圣多米纳克。

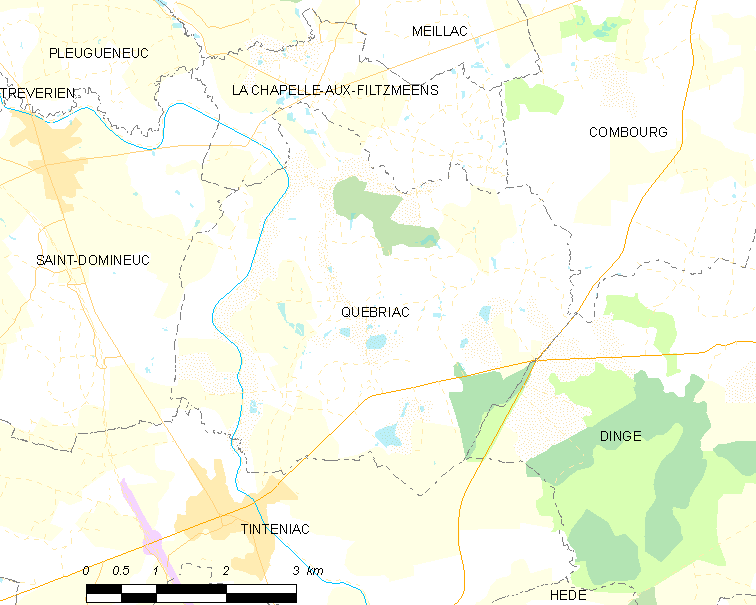
凯布里亚克的OSM定位图

凯布里亚克的时区为UTC+01:00、UTC+02:00（夏令时）。

## 行政
凯布里亚克的邮政编码为35190，INSEE市镇编码为35233。

## 政治
凯布里亚克所属的省级选区为孔堡县。

## 人口

1962-2008年间凯布里亚克人口变化图示

凯布里亚克于2022年1月1日时的人口数量为1590人。